# Крістофер Томлінсон
Крістофер «Кріс» Джордж Томлінсон (англ. Christopher ("Chris") George Tomlinson *15 вересня 1981, Мідлзбро) — британський легкоатлет, бронзовий призер чемпіонату Європи 2010 року.

## Прогрес за роками
| Дата           | Місто           | Результат (м) | Вітер |
| -------------- | --------------- | ------------- | ----- |
| 21 жовтня 2000 | Сантьяго        | 7,62          | +0,3  |
| 18 серпня 2001 | Джерроу         | 7,87          | +0,8  |
| 13 квітня 2002 | Таллахассі      | 8,27          | +0,2  |
| 27 серпня 2003 | Париж           | 8,16          | +0,7  |
| 26 серпня 2004 | Афіни           | 8,25          | +1,6  |
| 21 серпня 2005 | Шеффілд         | 7,82          | +1,6  |
| 8 липня 2006   | Бад Лагензальца | 8,09          | +1,0  |
| 7 липня 2007   | Бад Лагензальца | 8,29          | +1,7  |
| 7 червня 2008  | Бад Лагензальца | 7,95          | +0,4  |
| 28 червня 2009 | Юджін           | 8,23          | +1,2  |
| 1 серпня 2010  | Барселона       | 8,23          | +0,6  |